# أليخاندرو ستوك
أليخاندرو ستوك (بالإسبانية: Alejandro Stock)‏ هو رسام أوروغواياني، ولد في 1965.